# متحف كيليكيا للكاثوليك الأرمن
متحف كيليكيا للكاثوليك الأرمن هو متحف لبناني  تراثي يحتضن ذاكرة الشعب الأرمني. ويروي محطات في مسيرته بدأت في أرمينيا وتستمر في لبنان. يحتوي المتحف على العديد من الكنوز الدينية التي تجسد تاريخ الكنيسة الكاثوليكية الأرمنية و مأساة شعبها لفترة 1700 سنة.

## تاريخه
عقب أحداث 1915 المأساوية، انتقلت كرسي البطريركية الأرمنية من مدينة سيس عاصمة كيليكيا الأرمنية إلى لبنان. وتم بناء صرح كنسي في منطقة انطلياس لإدارة شؤون الأرمن النازحين. وعلى مر السنين، بنيت العديد من الصروح ضمنه منها المتحف الذي انتهت أعمال بنائه في عام 1997.

## أهم معروضاته
إن معروضاته هي قطع أنقذت من سيس في العام 1915 ونقلت إلي حلب. ثم نقلت إلى انطلياس في العام 1930 حيث حُفظت لحين بناء المتحف. أضيف إليها العديد من المعروضات الأخرى التي وهبت للمتحف. ومن أهم المعروضات:
- الذخائر المقدسة: ومنها الذخائر الذهبية والفضية للقديسين نقولا وسيلفستر، قطعة من صليب السيد المسيح، ذخائر القديسة هيـلينا وللقديسين يوحنا المعمدان، ويوحنان وبطرس، ويعقوب، وأسطفان.
- تحف ومصابيح وأوان: منها حرير مطرز، مصابيح وشمعدانات وأوان تشهد لحرفية الأرمن العالية. وتعتبر نسخة إنجيل «بارتزربرت» التي نسخت في العام 1248 وهي مغلفه بفضيات تمثل أشخاصاً ومشاهد تاريخية دينية.

المطرزات: ومنها حلّة للقداس من الحرير الأزرق المطرز.
وهناك المئات من المعروضات الأخرى التي لا تقيم.